# Solandra maxima
Solandra maxima là loài thực vật có hoa trong họ Cà. Loài này được (Sessé & Moc.) P.S. Green miêu tả khoa học đầu tiên năm 1967.